# Salomé con la cabeza del Bautista (Sebastiano del Piombo)
Salomè con la cabeza del Bautista es un pintura al óleo sobre tabla de 54,9 x 44,5 cm de Sebastiano del Piombo, de hacia 1510 y conservada en la National Gallery de Londres.

## Historia y descripción
La obra es referida a 1510 aproximadamente sobre la base de la similitud de la modelo con la Magdalena en el Retablo de San Juan Crisóstomo, pintado por el joven Sebastiano del Piombo en esos años. Con un vestido prácticamente idéntico, la joven aparece también en el Retrato de mujer como virgen sabia, en la Galería Nacional de Arte de Washington. Podría tratarse de la amante del pintor en ese momento. No es seguro que, como sucede en otras obras posteriores, la cabeza del Bautista, también de fisionomía fuertemente caracterizada, contenga necesariamente un autorretrato del artista.
Retratada a media figura y de perfil con la cabeza girada hacia el espectador, coherentemente con los estudios compositivos que se encuentran también en el retablo de la iglesia veneciana, la joven ocupa la mitad de la escena sobre el fondo de una pared oscura, mientras la mitad derecha, hacia la cual se extienden los brazos que sostienen la bandeja con la cabeza masculina decapitada, está ocupada por una bella vista de la campiña al crepúsculo, en la cual se aprecia un edificio rural y algunos árboles jóvenes. La atención del pintor se dirige a la representación volumétrica de la figura, realzada por la luz intensa sobre el fondo oscuro, a la representación del raso de la manga del vestido y de la complejidad de la manga de la camisa blanca recogida sobre el codo, y, ante todo, en la penetración psicológica de la modelo. Joven, bella pero con alguna imperfección, de mirada tranquila que trasluce cierta timidez, su figura parece inspirarse en las realizaciones de esos años de Giorgione y Tiziano, pero se distingue de estas por una vena mucho más realista y una frescura de lo cotidiano inédita.

La obra ingresó en el museo en 1910, con el legado Salting.

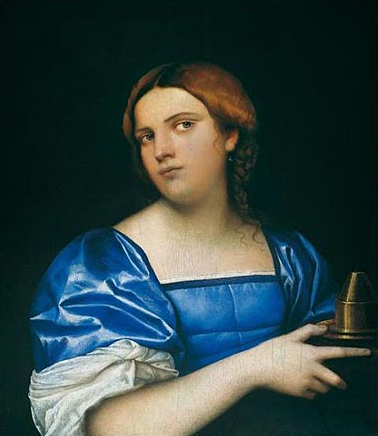
Retrato de mujer como virgen sabia.
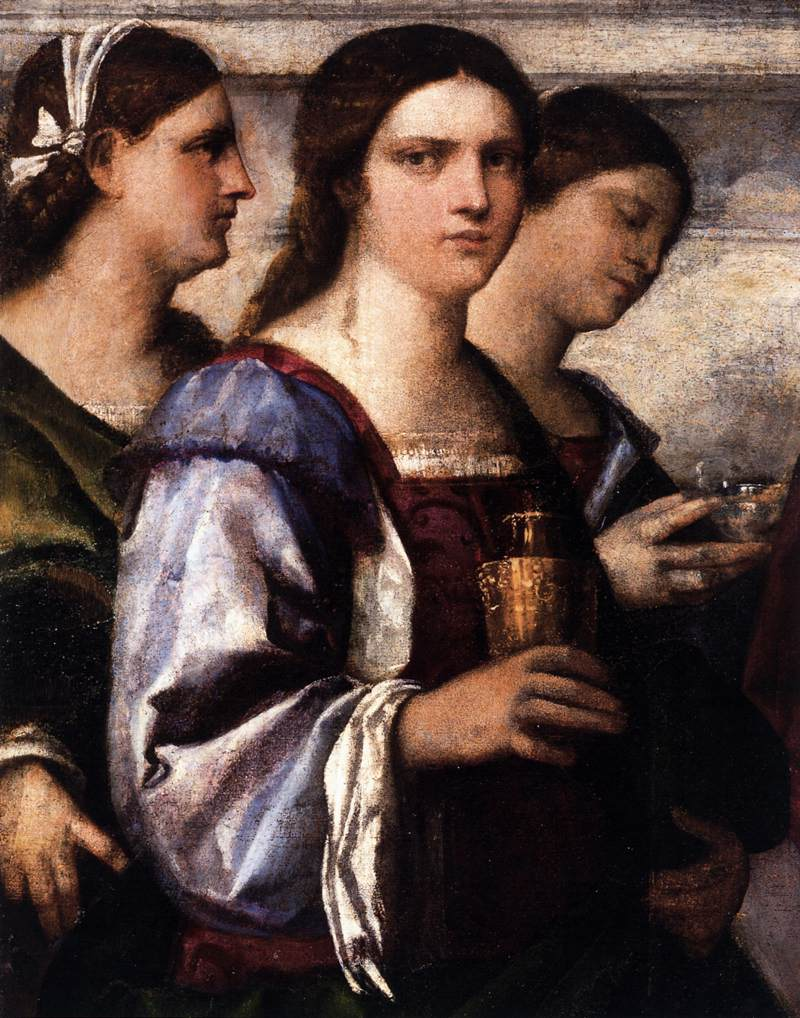
Retablo de San Juan Crisóstomo (detalle).